# GAEA JAPAN
GAEA JAPAN（ガイア・ジャパン）は、かつて存在した日本の女子プロレス団体。

## 特徴
ショー的要素のないアスリート志向が強く他団体が推進していたアイドル路線は敷かず、特に女性ファンの支持の強い女子プロレス団体だった。

## 歴史
1994年8月25日、長与千種が設立。代表に杉山由果、統括に木村一廊（後に代表に就任）、選手代表に長与が就任。
1995年4月15日、後楽園ホールで旗揚げ戦を開催。旗揚げ当時は長与、KAORU（元全日本女子プロレス）、ボンバー光（元ジャパン女子プロレス）の3人しか選手経験がなく他は約1年掛けて育てた新人選手しかいなかった。しかし新人選手しかいないという状況を逆手に取り、寮での合宿で徹底的にプロレスを教え込んだ上でデビューさせ、新人選手らしからぬ試合展開に「脅威の新人」と呼ばれた（ただし、それ以降の新人選手の印象が一部を除き薄くなってしまったという弊害も作ってしまった）。当時、女子プロレスの興行は各団体年間100大会以上だったが、GAEAは試合数を月5大会程度に絞り、地方も含めすべてプロモーターに売らず自主興行で賄った。
1996年、長与の元付き人だった北斗晶が電撃入団して業界を驚かせた。1997年、全日本女子からやはり長与の元付き人山田敏代も移籍。1998年、クラッシュ・ギャルズの盟友のライオネス飛鳥がフリーとして参戦。1999年、飛鳥対長与の「クラッシュ対決」が10年ぶりに実現。2000年5月14日、旗揚げ5周年記念大会で新生クラッシュ・ギャルズ（正式名はクラッシュ2000）がスタート。
2001年12月、育成の段階から長与と飛鳥の2人でプロジェクトを実行した「クラッシュ・ジュニア」が始動。第1号として桜井亜矢がデビュー。結局、この企画は桜井が半年で退団したため頓挫。他にもうやむやな形で消滅した第2回「プレミアム・リーグ戦」、「男子選手を1から育成する」と謳いながらカナダのインディー団体から男子選手を連れてきたことがバレて、1回きりで終わった「ガイア・ボーイズ」など短命に終わった企画はいくつか存在している。
2002年2月3日、運営主体が事業再編によりガイア株式会社に変更。4月に北斗が引退を表明。1月にアルシオンを退団した浜田文子がフリーとして参戦。7月7日に全日本女子を退団した豊田真奈美がフリーとして参戦を表明。両女子プロレス団体は対立関係にあり、7月9日に全日本女子後楽園ホール大会でリングアナウンサーの今井良晴は「豊田選手はマスターズリーグへ行ったみたいです」と皮肉った。その後、輝優優とカルロス天野が入団。
2003年、ヒールに転向したKAORUとフリーの尾崎魔弓が女性観客に暴行を振う事件が発生して、この事件は東京スポーツの1面を飾ってしまった。9月、専門学校東京スクール・オブ・ビジネスと共同で企画した史上初の「バスケットボールマッチ」を同校敷地内のE.D.I.Tパークで開催。試合は8-5で長与千種&広田さくら組がライオネス飛鳥&山田敏代組に勝利。
2005年4月3日、横浜文化体育館大会で飛鳥が引退。4月10日、後楽園ホール大会を最後に解散。長与、広田（後に復帰している）、新人の水村綾菜（後にセンダイガールズプロレスリングで再デビューしている）が引退。

## 解散の理由
最後まで黒字経営だったにもかかわらず解散になった。週刊プロレスに掲載されていた記事によると、きっかけは2003年12月に長与千種が来年末辺りに引退する意向を示したことで、1期生以降にデビューした選手とフロントの間で長与の引退後の運営方針が話し合われた。その場で複数の選手が2005年4月10日に開催する「旗揚げ10周年記念大会」をメドに退団とフリー活動移行の意思を表明。長与が引退する上に何人かの所属選手の退団と引退が加わり、フリー他団体の選手が出場選手の大半を占めるようになってまでGAEAを名乗る意味はないとの結論に達し、2004年4月30日の国立代々木競技場大会を開催した後にミーティングで選手とフロントが「2005年4月10日の旗揚げ10周年記念大会での解散」に合意。
広田さくら以降は生え抜き選手が全く育たず（GAEAでデビューした選手で現役として活動しているのは1期生の里村明衣子、永島千佳世、加藤園子、後に復帰した広田、センダイガールズプロレスリングで再デビューした水波綾の5人のみである）、参戦選手の半分近くをフリーに依存していたため条件面で折り合いがつかなかったことが原因であると言われている。長与は「もし私が役員に名を連ねていたら解散はなかったんじゃないかな」と語っている。

## 一夜限りの復活
2020年2月5日、長与千種と里村明衣子が記者会見を行って旗揚げ日である4月15日に後楽園ホールで「GAEAISM -Decade of quarter century-」を開催することを発表。4月3日、新型コロナウイルスの感染拡大により興行の延期を発表。11月7日、来年4月29日に試合会場を大田区総合体育館に変更して開催することを発表。
2021年3月12日、長与と里村が記者会見を行って封印していたAAAWシングル王座とAAAWタッグ王座復活させて長与が設立したMarvelous、里村が設立したセンダイガールズプロレスリングでAAAW王座全権争奪マッチが行われること発表。4月26日、新型コロナウイルスの感染拡大により再び興行の延期を発表。5月10日、来月に大田区総合体育館で開催することを発表。6月13日、大田区総合体育館で開催された旗揚げ25周年記念興行「GAEAISM」でMarvelous（桃野美桜、門倉凛、星月芽依）、センダイガールズ（DASH・チサコ、橋本千紘、岩田美香）によるAAAW王座全権争奪イリミネーションマッチが行われて最後は橋本と桃野の一騎打ちとなり、橋本が勝利してセンダイガールズが勝利してAAAW王座全権を獲得。
2022年1月10日、Marvelous後楽園ホール大会でMarvelousの彩羽匠、センダイガールズの橋本によるAAAW王座全権争奪マッチが行われて彩羽が勝利してMarvelousがAAAW王座全権を獲得。

## タイトル
- AAAWシングル王座
- AAAWタッグ王座

## 最終所属選手
- 長与千種
- KAORU
- 輝優優
- カルロス天野
- 里村明衣子
- 永島千佳世
- 加藤園子
- 植松寿絵
- シュガー佐藤
- 広田さくら（現：シン・広田さくら）
- 水村綾菜（現：水波綾）

## スタッフ

### レフェリー
- 伊東幸子
- Tommy（フリー）

### リングアナウンサー
- 中島幸一郎
- 海野昌幸

## 歴代所属選手
- 成田舞子
- 沼尾マキエ
- ボンバー光
- 市来貴代子
- 中野知陽呂
- 松本麻依子
- 石井里奈
- 加藤天美
- 竹内彩夏
- 石井泉季
- 桜井亜矢
- 北斗晶
- 林ひとみ
- 山田敏代

## 試合中継
- GAEA G-PANIC!!（GAORA）

## 映画
- ガイア・ガールズ

GAEAを舞台にしたドキュメンタリー映画。

## エピソード
GAEAの旗揚げ1年目に長与千種が週刊プロレスのインタビューで「本当は私達（若手選手時代）のように若手を地方の小さい会場とかで試合経験を積ませたいんだけど」と悩みを語ったところ、その記事を読んだザ・グレート・サスケが「だったら、うち（みちのくプロレス）に来ればいい」とコメントして、それを受けてGAEAの若手選手（1シリーズ毎に交代）が、みちのくプロレスに参戦して修行を積んだ。その修行を経験した1人である里村明衣子はGAEAの解散後、みちのくプロレスの支援を受けてセンダイガールズプロレスリングを設立している。